# Shabana Rehman
Shabana Rehman (Karacsi, Pakisztán, 1976. július 14. – 2022. december 29.) norvég humorista, és internetes újságíró.
Hétgyermekes családból származik, akik 1977-ben érkeztek Norvégiába, ahol édesapja kezdetben szakácsként dolgozott. Férje a norvég Dagfinn Nordbø. A párt a norvég Dagbladet c. újság Norvégia legbefolyásosabb véleményformálói között tartja számon. Anyanyelve norvég, urdu és folyékonyan beszél (és szerepel) német és angol nyelven is.

## Szakmai pályafutása
Számos helyen fellép. Előadásai arról nyíltságukról és a társadalmi tabuk töréséről nevezetesek.
Rehman 1996-ban kezdte karrierjét újságíróként, majd 1999-ben debütált humoristaként. 2000 óta ír a norvég Dagbladet c. magazinnak.
Rehman mára nemzetközi ismertségre tett szert és olyan magazinoknak ad interjút, mint a Time Magazine, ill. a New York Times.
2006 óta Shabana tagja az American Comedy Institute társaságnak New Yorkban.

### Írásai
- 2002 Nå, cikkek gyűjteménye
- 2004 Mullaløft, cikkek gyűjteménye

## Viták személye körül
Személye körül fellépései és véleménye számos vita alakult ki, melyet a skandináv területeken "Shabana vitaként" emlegetnek. Rendőri védelem alatt élt.
Marianne Gullestad antropológus azzal vádolta Rehmant, hogy vélekedéseivel erősíti a muszlimok iránt kialakult sztereotípiákat és elfogadtatja a norvégokkal a bevándorlók megkülönböztetését.

### Főbb viták
- 2005. augusztus 25-én muszlimok lőttek Rehman nővérére egy étteremben.[9]
- 2005. augusztus 21-én Rehmant meghívták a Norvég Nemzetközi Filmfesztivál megnyitójára, ahol csókja az akkori norvég kulturális miniszterrel, Valgerd Svarstad Hauglanddal, nagy figyelmet keltett.[9]
- 2005. március 19-én egy a Dagbladet-ben megjelent cikkében saját abortuszáról nyilatkozott.
- 2000 – Aktfotói jelentek meg a Dagbladet címoldalán, melyen testére a norvég zászlót festette.[10]

## Díjak
- 2001 – Lions Clubs International
- 2002 – Szólásszabadság Alapítványi díj (Fritt Ord-prisen), melyet Aslam Ahsannal együtt kapott meg.
- 2006 – A dán Sajtószabadság Társaság (Trykkefrihedsselskabet) sajtószabadság-díja (Trykkefrihedspris), melyet Roy W. Brownnal együtt kapott meg.